# National Football League (Sud-àfrica)
|  | Aquest article tracta sobre l'antiga lliga de futbol de Sud-àfrica. Si cerqueu la lliga de futbol americà dels Estats Units, vegeu «National Football League». |

La National Football League (NFL) fou una lliga de futbol de Sud-àfrica que es disputà entre els anys 1959 i 1977. Fou la primera lliga nacional del país. Abans s'hi disputaven lligues regionals. Durant els anys de l'apartheid aquesta lliga era disputada per la comunitat blanca. Desaparegué l'any 1977.

## Historial
Font:
- 1959: Durban City
- 1960: Highlands Park
- 1961: Durban City
- 1962: Highlands Park
- 1963: Addington
- 1964: Highlands Park
- 1965: Highlands Park
- 1966: Highlands Park
- 1967: Port Elizabeth City
- 1968: Highlands Park
- 1969: Durban Spurs
- 1970: Durban City
- 1971: Hellenic FC
- 1972: Durban City
- 1973: Cape Town City
- 1974: Arcadia Shepherds
- 1975: Highlands Park
- 1976: Cape Town City
- 1977: Highlands Park